# Tulešice
Tulešice (německy Tulleschitz) jsou obec v okrese Znojmo v Jihomoravském kraji. Žije zde 200 obyvatel.

## Historie
První písemná zmínka o obci pochází z roku 1365.

## Obyvatelstvo
| Rok            | 1869 | 1880 | 1890 | 1900 | 1910 | 1921 | 1930 | 1950 | 1961 | 1970 | 1980 | 1991 | 2001 | 2011 | 2021 |
| -------------- | ---- | ---- | ---- | ---- | ---- | ---- | ---- | ---- | ---- | ---- | ---- | ---- | ---- | ---- | ---- |
| Počet obyvatel | 329  | 355  | 390  | 347  | 363  | 346  | 385  | 336  | 430  | 416  | 360  | 306  | 207  | 173  | 193  |
| Počet domů     | 47   | 47   | 53   | 59   | 62   | 64   | 79   | 85   | 78   | 80   | 81   | 78   | 96   | 91   | 96   |

## Obecní správa

### Obecní symboly
Znak a vlajka byly obci uděleny rozhodnutím předsedkyně Poslanecké sněmovny Parlamentu České republiky dne 13. května 2022.

## Pamětihodnosti
- Kaple sv. Floriána na návrší, na východním konci návsi
- Boží muka
- Socha v polní trati U kamenného kříže
- Zámek Tulešice z 16. století

## Galerie

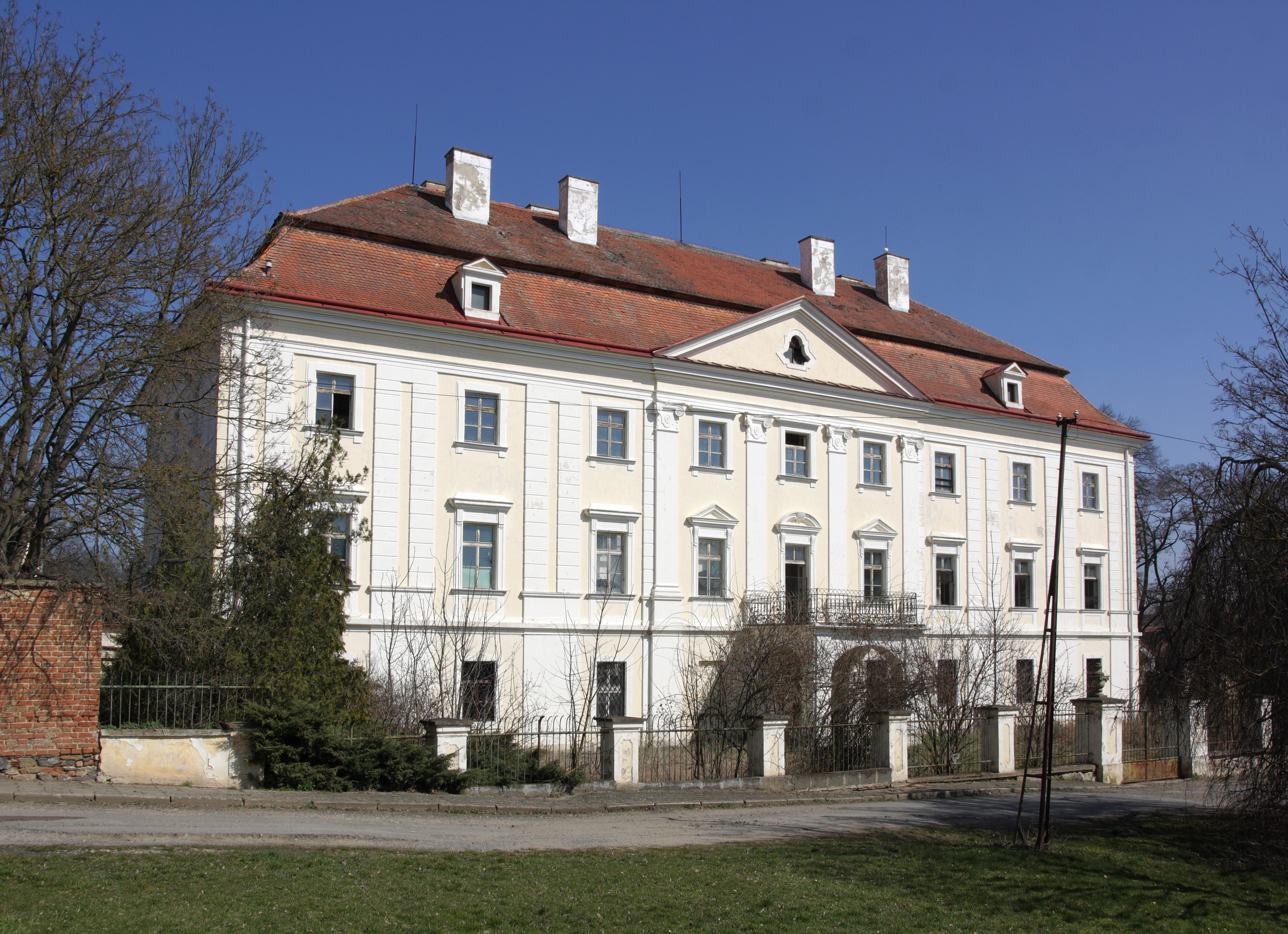
Zámek
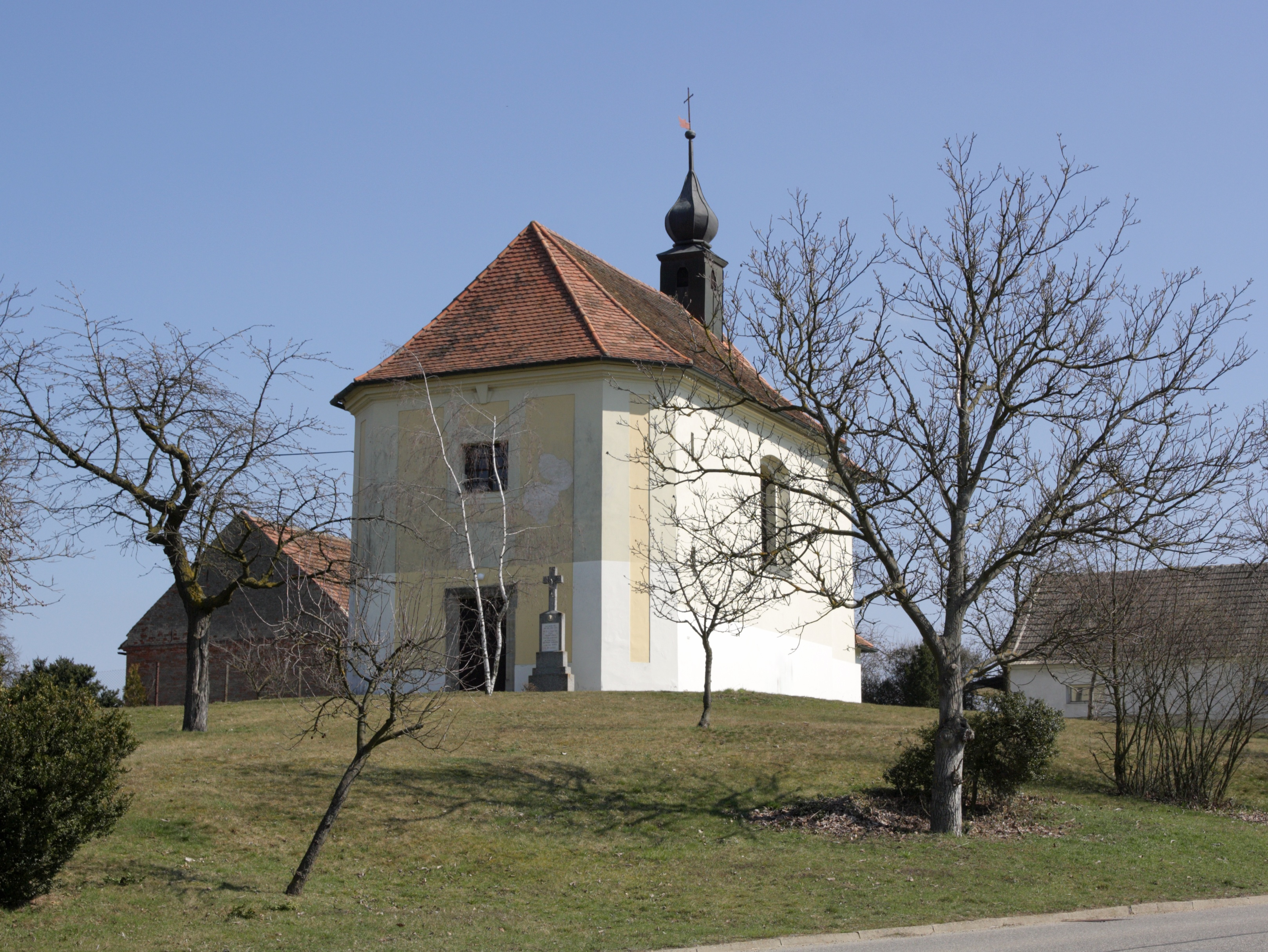
Kaple svatého Floriána
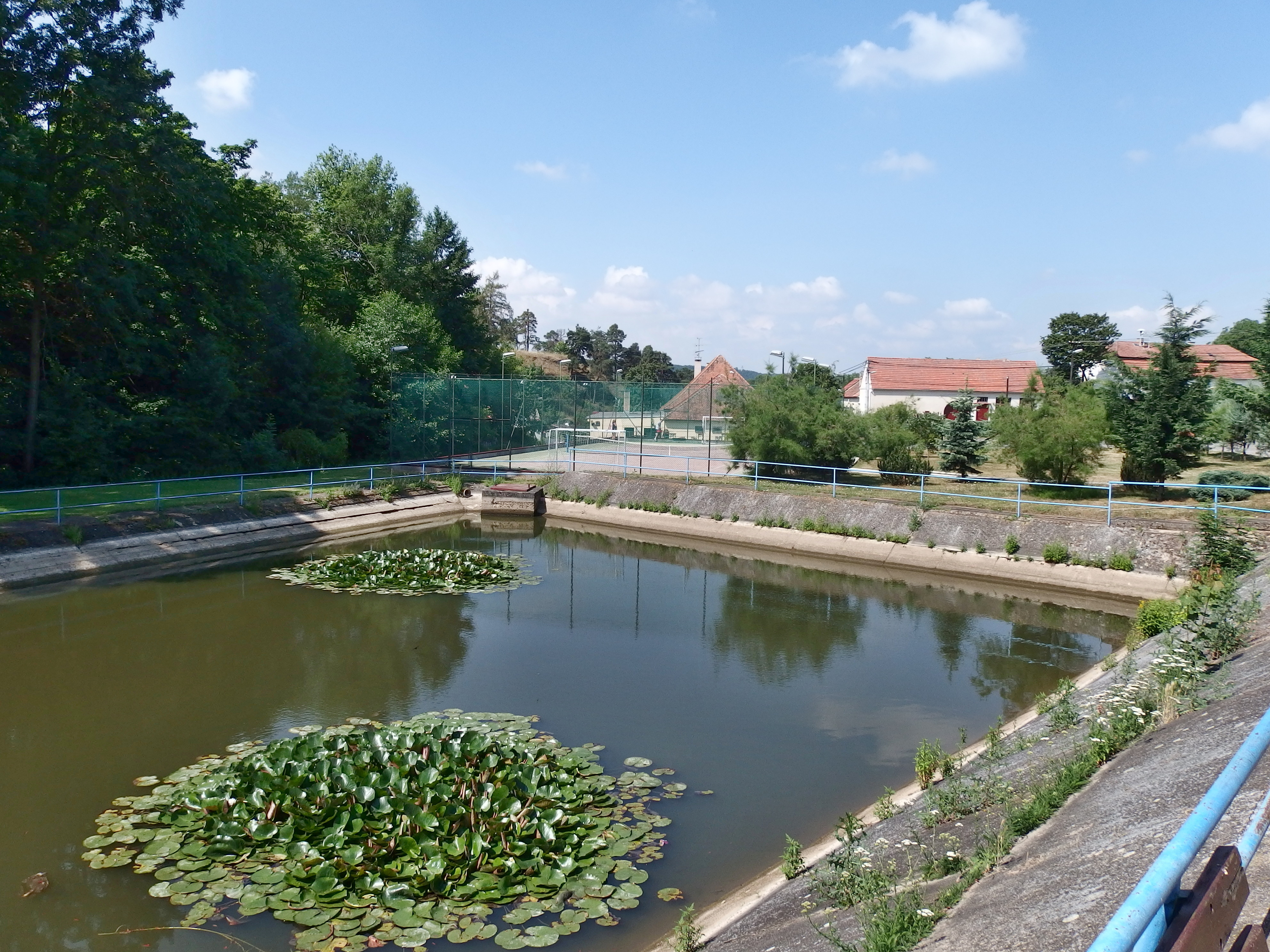
Vodní nádrž